# L'opera del seduttore
L'opera del seduttore (A Chorus of Disapproval) è un film del 1988 diretto da Michael Winner.
Si tratta di un adattamento cinematografico dell'omonima pièce teatrale (1984-85) di Alan Ayckbourn.

## Trama
Guy Jones è un vedovo timido e un po' goffo, appena arrivato in una cittadina costiera inglese. Un giorno vede un annuncio su un giornale, relativo ad una locale filodrammatica che sta per mettere in scena The Beggar's Opera di John Gay. Guy vorrebbe magari soltanto una particina ed invece, poco a poco, sorprende tutti, perché sul palcoscenico si rivelerà un talentuoso attore e cantante, nonché un imprevedibile seduttore, considerando che si porterà a letto diverse attrici della compagnia.

## Edizione italiana
Il film non risulta essere mai uscito normalmente in Italia nelle sale, ma edito direttamente per il mercato home video (vhs) nel 1992 dalla Eagle-Fox Video. Edizione italiana a cura della SD Cinematografica. Dialoghi di Rosalba Oletta e direzione di doppiaggio di Claudia Florio.

## Critica
Molte le critiche negative. Morando Morandini scrive: «Come ha fatto un commediografo-regista di prim'ordine come Alan Ayckbourn ad affidare un suo copione a un regista senza finezze come Winner? E, per giunta, a collaborare con lui per l'adattamento?» 